# خويفيرة قصيرة
خويفيرة قصيرة (الاسم العلمي:Koeleria brevis) هي نوع من النباتات تتبع جنس الخويفيرة من الفصيلة النجيلية.